# Erik Källgren
Erik Gunnar Källgren, född 14 oktober 1996 i Stockholm, är en svensk professionell ishockeyspelare som spelar för Brynäs IF i SHL. Han inledde sin karriär i moderklubben Lidingö Vikings HC och via Linköping HC:s juniorled gick han sedan vidare och gjorde seniordebut för IK Oskarshamn i Hockeyallsvenskan. Vid NHL-draften 2015 valdes han i den sjunde rundan som 183:e spelare totalt av Arizona Coyotes. Han spelade under två säsonger också för AIK i Hockeyallsvenskan innan han 2019 flyttade till Nordamerika och spelade för Tucson Roadrunners och Rapid City Rush och AHL och ECHL. Han återvände dock snabbt till Sverige och spelade resten av säsongen för både Växjö Lakers HC i SHL och finska HC TPS i Liiga.
2021 vann han SM-guld med Växjö Lakers. Den följande sommaren skrev han ett NHL-kontrakt med Toronto Maple Leafs, vilka han gjorde debut för 2022. Han tillbringade tre säsonger i Nordamerika och spelade större delen av tiden i farmarligan AHL för både Toronto Marlies och Utica Comets. 2024 återvände han till Sverige och spelar sedermera för Brynäs IF i SHL.
Källgren gjorde A-landslagsdebut 2024 och som junior var han med i truppen till JVM i Finland 2016. 

## Karriär

### Klubblagskarriär

#### 2011–2019: Början av karriären
Källgren påbörjade sin hockeykarriär med moderklubben Lidingö Vikings HC. Därefter spelade han en säsong för Nacka HK innan han lämnade klubben för spel i Linköpings HC:s juniorverksamhet. I sin andra säsong med klubben var han med och tog ett SM-silver med J18-laget och utsågs till slutspelets mest värdefulla spelare. 2014/15 spelade Källgren med LHC J20 och blev också under tre matcher utlånad till IK Oskarshamn i Hockeyallsvenskan. I J20 Superelit tog han ett SM-brons och var den målvakt som hade bäst genomsnitt för insläppta mål (1.75) och bästa räddningsprocent (0.93) och utsågs till seriens bästa målvakt.
Den 17 april 2015 meddelade Linköpings HC att man skrivit ett tvåårskontrakt med Källgren och att han skulle komma att bli utlånad till IK Oskarshamn under säsongen 2015/16. I juni 2015 valdes han i NHL-draften av Arizona Coyotes i den sjunde rundan, som nummer 183 totalt. Under nästföljande säsong var han andremålvakt bakom Dan Bakala, och spelade i totalt 20 grundseriematcher. Källgrens första nolla i Hockeyallsvenskan kom i en segermatch mot HC Vita Hästen den 22 januari 2016 då han motade totalt 21 skott.
Då avtalet med Linköping löpte ut 2017 meddelades det den 29 mars samma år att han skrivit ett tvåårsavtal med AIK i Hockeyallsvenskan. Den följande säsongen delade han målvaktsansvaret i AIK med Linus Lundin. Han spelade 28 grundseriematcher och höll nollan vid två tillfällen. AIK slutade på tredje plats i grundserien men misslyckades därefter att ta sig till direktkvalet till SHL då man slutade på fjärde plats i slutspelsserien. Under sin andra säsong i klubben var Källgren förstemålvakt och spelade 32 grundseriematcher där AIK vann serien i överlägsen stil. Tillsammans med fem andra målvakter var Källgren den målvakt i serien som höll nollan vid flest tillfällen (5). AIK misslyckades återigen att ta sig till SHL:s direktkval då man förlorade matchserier mot både IK Oskarshamn (3–2) och Leksands IF (2–0).

#### 2019–2021: Nordamerika, Finland och SM-guld
Den 5 april 2019 meddelades det att Källgren skrivit ett tvåårsavtal med Arizona Coyotes i NHL. Inför säsongen 2019/20 skickades han till Coyotes farmarklubb Tucson Roadrunners i AHL. Han gjorde AHL-debut den 6 oktober 2019 då han bytte av Adin Hill i slutet av en match mot San Antonio Rampage. Han spelade drygt 8 minuter och stod för två räddningar. Tre dagar senare skickades Källgren vidare till Rapid City Rush i ECHL. Han spelade tre matcher för klubben och återvände till Roadrunners i slutet av oktober. Han spelade sin första match från start med klubben, och i AHL, den 30 oktober 2019 i en 3–0-förlust mot Chicago Wolves. Han släppte in ett mål och stod för 28 räddningar i denna match.
Ett antal dagar senare, den 6 november, meddelades det att Coyotes placerat Källgren på waiverslistan. I slutet av samma vecka bekräftades det att Källgren återvänt till Sverige då han skrivit ett tvåårsavtal med Växjö Lakers HC i SHL. Samma månad, den 23 november, gjorde han SHL-debut i en 3–2-förlust mot Djurgårdens IF. Han spelade sedan ytterligare en match för klubben innan han i januari 2020 lånades ut till den finska klubben HC TPS i Liiga. Den 22 januari 2020 gjorde han Liigadebut i en 5–2-seger mot JYP. I slutet av samma månad höll han sin första nolla i Liiga, då han stod för 22 räddningar i en 6–0-seger mot Pelicans. På grund av Covid-19-pandemin ställdes slutet av grundserien och det efterföljande slutspelet in i mars 2020.
Källgren återvände därefter till Växjö och var under säsongen 2020/21 initialt andremålvakt bakom Viktor Fasth. Växjö vann grundserien där Källgren spelade 21 matcher och höll nollan vid ett tillfälle. I kvartsfinalserien, där laget slog ut Färjestad BK med 4–0 i matcher, spelade Fasth samtliga matcher. I den första semifinalmatchen, mot Örebro HK, ådrog sig Fasth en skada som höll honom från spel resten av slutspelet. Källgren fick då chansen till spel och spelade därefter samtliga av Växjös matcher i slutspelet. Man vann semifinalserien med 3–2; i den tredje matchen motade Källgren 32 skott och höll sin första nolla i SM-slutspelssammanhang. I finalen besegrades Rögle BK med 4–1 i matcher och Källgren tilldelades därmed ett SM-guld.

#### Från 2021: NHL, AHL och Brynäs IF
Den 17 maj 2021 bekräftade Frölunda HC att man skrivit ett tvåårsavtal med Källgren. Han hann dock aldrig representera klubben då han två dagar senare istället skrev ett tvåårsavtal med NHL-klubben Toronto Maple Leafs. Han inledde och spelade större delen av säsongen 2021/22 för farmarklubben Toronto Marlies i AHL. Den 26 februari 2022 räddade han 22 skott och höll sin första nolla i AHL då Rochester Americans besegrades med 4–0. Drygt två veckor senare blev han uppkallad till NHL och gjorde NHL-debut den 10 mars då han bytte av Petr Mrázek; han släppte in ett skott och stod för tio räddningar i en 5–4-förlust mot Arizona Coyotes. Fem dagar senare gjorde han sin första match från start i NHL och höll samtidigt sin första nolla i ligan då han räddade 35 skott i en 4–0-seger mot Dallas Stars. I och med detta blev han den 39:e målvakten i historien att hålla nollan i sin första match från start i NHL. Utöver detta blev han också den fjärde målvakten i Maple Leafs historia att åstadkomma samma bedrift. Totalt fick han i slutet av säsongen istid i 14 grundseriematcher för Maple Leafs. I det följande Stanley Cup-slutspelet fick han göra debut i en 7–3-förlust mot Tampa Bay Lightning då han bytte av Jack Campbell efter drygt halva matchen. Källgren höll nollan den halvan av matchen han spelade och motade totalt tio skott. Med Marlies spelade Källgren 26 grundseriematcher och höll nollan vid ett tillfälle.
Säsongen 2022/23 inledde Källgren med att spela en match för Marlies i AHL. Han kallades kort därefter upp till NHL och tillbringade andra halvan av oktober och nästan hela november med Maple Leafs. Detta kom att bli Källgrens sista sejour med klubben med istid i NHL. Han spelade totalt tio matcher. Därefter återvände han till AHL och spelade 24 grundseriematcher för Marlies. Laget vann North Division och tog sig därefter till kvartsfinalspel i Calder Cup, där man slogs ut med 3–0 i matcher av Rochester Americans. Efter två säsonger i Maple Leafs organisation skrev Källgren den 1 juli 2023 ett ettårsavtal som free agent med New Jersey Devils. Han tillbringade hela säsongen i AHL med Devils farmarlag Utica Comets. Källgren fick inte lika mycket speltid som föregående säsonger och det var två målvakter i laget, Isaac Poulter och Akira Schmid, som spelade fler matcher än han själv. På 16 matcher noterades han för en hållen nolla. Comets slutade näst sist i North Division och misslyckades därmed att ta sig till Calder Cup-slutspelet.
Den 3 maj 2025 stod det klart att Källgren återvänt till Sverige och skrivit ett treårsavtal med Brynäs IF. Under inledningen av säsongen var Källgren den målvakt som startade flest matcher. Efter hand fick dock Ludvig Persson allt mer istid och det var också han som fick förtroendet när SM-slutspelet inleddes. Brynäs vann grundserien och Källgren höll nollan vid två tillfällen på de 32 matcher han spelade. I SM-slutspelets kvartsfinalserie ådrog sig Persson en skada i den sjätte matchen där Brynäs säkrade semifinalavancemang (4–2 mot Malmö Redhawks). Källgren spelade därefter samtliga matcher i serien mot Skellefteå AIK där Brynäs vann med 4–1. I final ställdes man mot Luleå HF, en serie man förlorade med 4–2 och där Källgren fick speltid i fyra matcher.
Brynäs IF meddelade under sommaren 2025 att Källgren genomgått en operation vilken kommer att hålla honom från spel i upp till sex månader.

### Landslagskarriär
Källgren blev i december 2015 uttagen till Sveriges trupp till JVM i Finland 2016. Han fick spela två träningsmatcher innan turneringen, men fick sedan agera tredjemålvakt bakom Linus Söderström och Felix Sandström. I slutet av oktober 2024 blev Källgren uttagen till Karjala Tournament. Han spelade därefter i den inledande matchen i turneringen, mot Tjeckien den 7 november, där Sverige förlorade med 5–2.

## Statistik
M = Matcher; V = Vinster; F = Förluster; MIN = Spelade minuter; IM = Insläppta Mål; R = Antal räddningar; N = Hållit nollan; GIM = Genomsnitt insläppta mål per match; R% = Räddningsprocent
| 2014–15                  | IK Oskarshamn            | HA                       | 3   | 2  | 1  | 145   | 6   | 52    | 0 | 2.49 | 89.6 | —  | — | — | —   | —  | —   | — | —    | —    |
| 2015–16                  | IK Oskarshamn            | HA                       | 20  | 9  | 10 | 1 149 | 53  | 459   | 1 | 2.77 | 89.7 | 1  | 0 | 0 | 20  | 1  | 6   | 0 | 3.00 | 85.7 |
| 2016–17                  | IK Oskarshamn            | HA                       | 22  | 11 | 10 | 1 165 | 49  | 510   | 1 | 2.52 | 91.2 | —  | — | — | —   | —  | —   | — | —    | —    |
| 2017–18                  | AIK                      | HA                       | 28  | 16 | 11 | 1 659 | 67  | 655   | 2 | 2.42 | 90.7 | 3  | 1 | 2 | 185 | 7  | 67  | 0 | 2.27 | 90.5 |
| 2018–19                  | AIK                      | HA                       | 32  | 18 | 12 | 1 840 | 62  | 718   | 5 | 2.02 | 92.0 | 3  | 1 | 2 | 179 | 9  | 71  | 0 | 3.01 | 88.8 |
| 2019–20                  | Tucson Roadrunners       | AHL                      | 2   | 0  | 1  | 68    | 1   | 29    | 0 | 0.89 | 96.7 | —  | — | — | —   | —  | —   | — | —    | —    |
| 2019–20                  | Rapid City Rush          | ECHL                     | 3   | 2  | 1  | 178   | 8   | 97    | 0 | 2.70 | 92.4 | —  | — | — | —   | —  | —   | — | —    | —    |
| 2019–20                  | Växjö Lakers HC          | SHL                      | 2   | 0  | 2  | 76    | 7   | 36    | 0 | 5.51 | 83.7 | —  | — | — | —   | —  | —   | — | —    | —    |
| 2019–20                  | HC TPS                   | Liiga                    | 18  | 6  | 11 | 1 058 | 41  | 419   | 1 | 2.33 | 91.1 | —  | — | — | —   | —  | —   | — | —    | —    |
| 2020–21                  | Växjö Lakers HC          | SHL                      | 21  | 12 | 9  | 1 265 | 50  | 512   | 1 | 2.37 | 91.1 | 10 | 7 | 3 | 621 | 18 | 240 | 1 | 1.74 | 93.0 |
| 2021–22                  | Toronto Marlies          | AHL                      | 26  | 15 | 9  | 1 388 | 70  | 659   | 1 | 3.02 | 90.4 | —  | — | — | —   | —  | —   | — | —    | —    |
| 2021–22                  | Toronto Maple Leafs      | NHL                      | 14  | 8  | 5  | 779   | 43  | 385   | 1 | 3.31 | 88.8 | 1  | 0 | 0 | 30  | 0  | 10  | 0 | 0.00 | 100  |
| 2022–23                  | Toronto Marlies          | AHL                      | 24  | 10 | 11 | 1 306 | 71  | 538   | 0 | 3.26 | 88.3 | 4  | 2 | 1 | 204 | 11 | 83  | 0 | 3.24 | 88.3 |
| 2022–23                  | Toronto Maple Leafs      | NHL                      | 10  | 3  | 6  | 561   | 25  | 246   | 0 | 2.67 | 89.8 | —  | — | — | —   | —  | —   | — | —    | —    |
| 2023–24                  | Utica Comets             | AHL                      | 16  | 4  | 9  | 795   | 48  | 326   | 1 | 3.62 | 87.2 | —  | — | — | —   | —  | —   | — | —    | —    |
| 2024–25                  | Brynäs IF                | SHL                      | 32  | 20 | 12 | 1 864 | 81  | 659   | 2 | 2.61 | 89.1 | —  | — | — | —   | —  | —   | — | —    | —    |
| Hockeyallsvenskan totalt | Hockeyallsvenskan totalt | Hockeyallsvenskan totalt | 105 | 56 | 44 | 5 948 | 237 | 2 394 | 9 | 2.39 | 90.9 | 7  | 2 | 4 | 384 | 17 | 144 | 0 | 2.65 | 89.4 |
| AHL totalt               | AHL totalt               | AHL totalt               | 68  | 29 | 30 | 3 557 | 190 | 1 552 | 2 | 3.20 | 89.0 | 4  | 2 | 1 | 204 | 11 | 83  | 0 | 3.24 | 88.3 |
| SHL totalt               | SHL totalt               | SHL totalt               | 55  | 32 | 23 | 3 205 | 138 | 1 207 | 3 | 2.58 | 89.7 | 10 | 7 | 3 | 621 | 18 | 240 | 1 | 1.74 | 93.0 |
| NHL totalt               | NHL totalt               | NHL totalt               | 24  | 11 | 11 | 1 340 | 68  | 631   | 1 | 3.04 | 90.2 | 1  | 0 | 0 | 30  | 0  | 10  | 0 | 0.00 | 100  |